# Bydur, Hosanagara
Bydur là một làng thuộc tehsil Hosanagara, huyện Shimoga, bang Karnataka, Ấn Độ.